# Calle de los Reyes

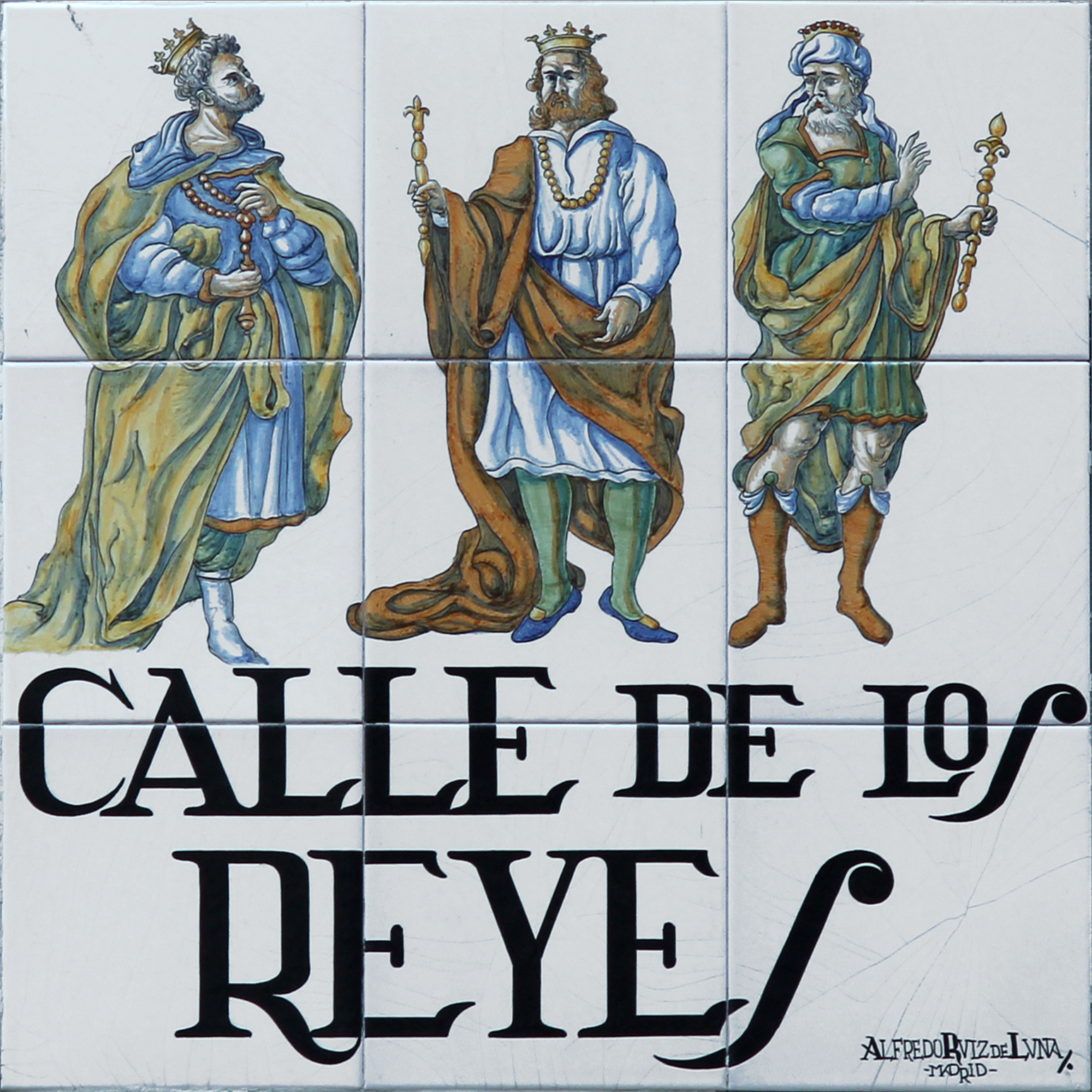
La calle de los Reyes en el callejero artístico del viejo Madrid.

La calle de los Reyes es una vía del distrito Centro de Madrid (España), que baja desde la calle de San Bernardo frente a la calle del Pez, hasta la plaza de España.

## Historia
Habla Mesonero Romanos en sus Paseos histórico-anecdóticos por el viejo Madrid del arroyo residual o alcantarilla que corría por el fondo del barranco que en su origen fue esta calle, y lo explica así:

Entre ésta (la plaza de Leganitos) y la plazuela de Santo Domingo, por donde ahora van la calle de los Reyes y la de San Marcial, en el valle u hondonada formada entre ambas colinas, corría al descubierto una esgueva o barranco procedente de la parte alta de Santa Bárbara, obstáculo formidable para la comunicación con el nuevo distrito de los Afligidos, que fue disimulado en parte, durante siglos enteros, por medio de un puente que venía a estar frente a la calle de Leganitos, y está señalado en el plano de 1656. Posteriormente, en el siglo pasado, siendo gobernador del Consejo el señor Figueroa, se cubrió la famosa alcantarilla, que a pesar de su ancha boca para recibir las arroyadas de dicha calle alta, ocasionaba en las grandes avenidas peligros y destrozos.
 Mesonero Romanos (1861)

A lo largo de su historia, esta calle acogió vecinos de las antiguas barriadas del Álamo y del Toreno, dependientes de la parroquia de san Marcos, en el barrio de Universidad. Cronistas veteranos y fiables como Fernández de los Ríos y Pedro de Répide advierten que Madrid tuvo hasta tres calles con este nombre: 
1. la llamada 'de los Reyes Vieja', que se convirtió en la calle del Niño Perdido y que incluía el callejón del Hospital;
2. la 'de los Reyes Alta', que sería más tarde calle de las Salesas y después del Conde de Xiquena;
3. y la que ha conservado el nombre, pero que antes era conocida como calle de San Ignacio por influencia del cercano noviciado jesuita.[3]

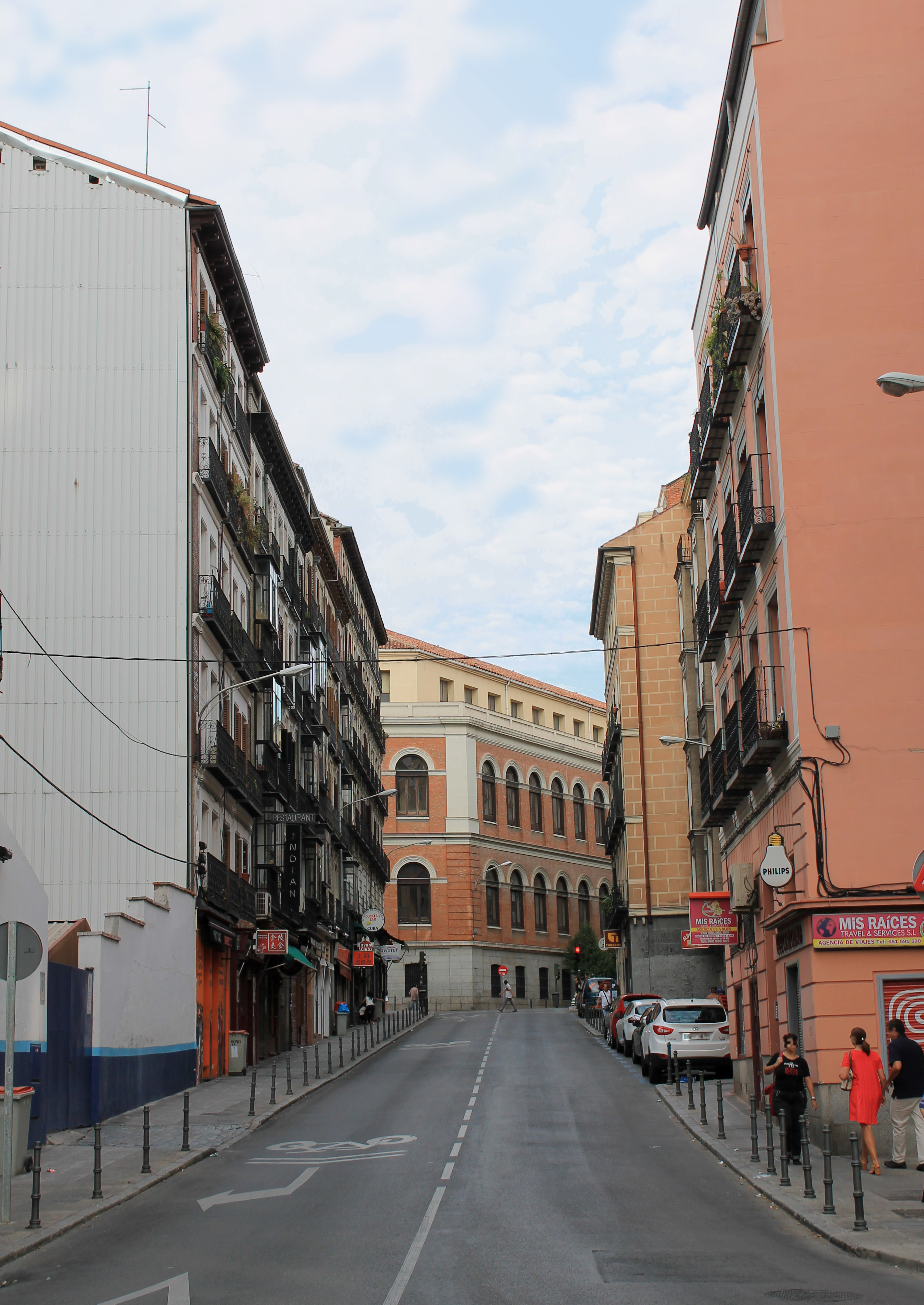
Vista de la calle de los Reyes. Al fondo, el Instituto Cardenal Cisneros.

En cuanto al origen del nombre, una de las tópicas y peregrinas leyendas madrileñas cuenta que reinando Fernando VI, se eligió un solar de esta calle para labrar la colección de estatuas de monarcas españoles que luego se llevaron a decorar la balaustrada del Palacio Real de Madrid (y que 'por su mucho peso' se quitaron de allí para repartirse por la geografía madrileña y no madrileña). La propuesta hace aguas por ser el nombre de la calle -y como tal figurar en algunos mapas de la Villa- más antiguo que las referidas obras del nuevo palacio real. Répide propone como origen 'más verosímil' el que aquí estuviera el palacio del conde de la Alcudia, cuya fachada decoraban unas imágenes de los reyes del Antiguo Testamento. Como otras muchas calles y plazas de la capital de España, mudó su nombre durante el periodo revolucionario, llamándose entonces calle de la Soberanía Nacional.
Además del referido palacio, a lo largo de su breve recorrido tienen fachada la antigua Universidad Central, el Instituto Cardenal Cisneros y algunos vetustos palacetes como el de los duques de Pastrana, reconvertido en residencia religiosa.

### Vecinos ilustres
Francisco de Goya tuvo casa propia en esta calle de los Reyes –y que acabaría regalando a su hijo Javier como dote de boda–, donde vivió desde 1803 hasta 1819, año en que compró una quinta en el cerro Bermejo, al «otro lado del puente de Segovia, camino de la ermita de San Isidro», conocida ya antes de que el la ocupase como Quinta del Sordo.